# 大山隆司
大山 隆司（おおやま たかし、1942年12月15日 - ）は、日本の元裁判官。元札幌高等裁判所長官。株式会社中村超硬取締役。

## 略歴
- 1967年 - 大阪大学法学部卒業、そして司法試験合格
- 1968年 - 司法修習生
- 1970年 - 奈良地方裁判所判事補
- 1973年 - 福岡地方・家庭裁判所小倉支部判事補
- 1976年 - 大阪地方裁判所判事補
- 1980年 - 神戸地方・家庭裁判所姫路支部判事
- 1984年 - 神戸地方裁判所判事
- 1987年 - 札幌地方・家庭裁判所判事
- 1991年 - 司法研修所教官
- 1995年 - 大阪地方裁判所判事部総括
- 2002年 - 京都地方裁判所所長
- 2005年 - 大阪地方裁判所所長
- 2007年
  - 1月16日 - 札幌高等裁判所長官
  - 12月17日 - 定年退官
- 2008年4月 - 京都大学大学院法学研究科法曹養成専攻教授
- 2014年 - 大阪府公安委員会委員
- 2015年 - 大阪大学高等司法研究科招聘教授
- 2016年 - 株式会社中村超硬取締役